# Сикимич, Предраг
Пре́драг Си́кимич (серб. Предраг Сикимић / Predrag Sikimić; 29 августа 1982, Смедерево, СФРЮ) — сербский футболист, игравший на позиции нападающего.

## Карьера

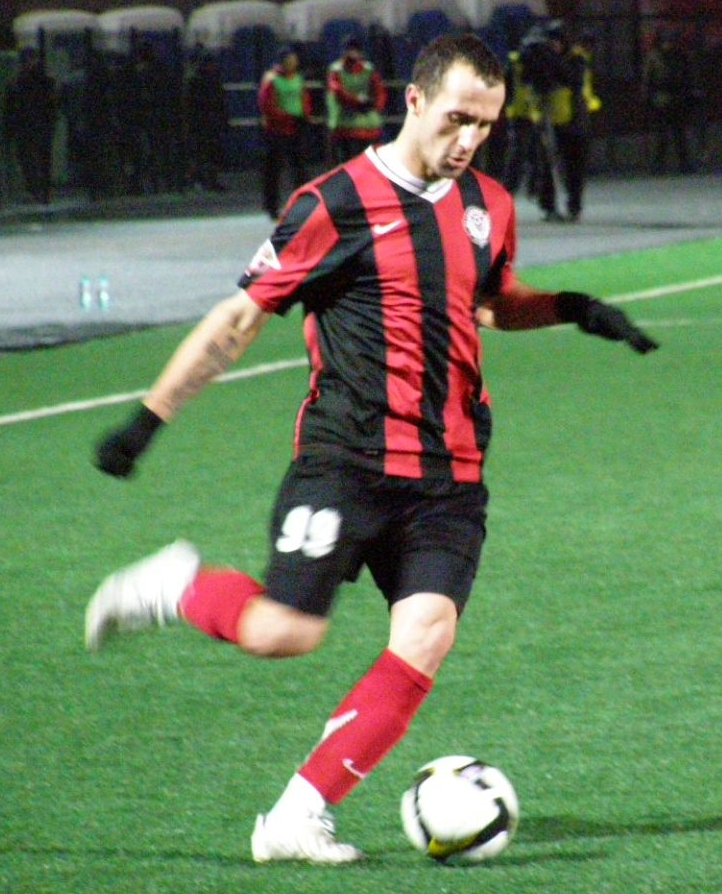
Сикимич в «Амкаре»

Начинал заниматься футболом в родном городе. В 18 лет перешёл в бельгийский «Льерс». Через два год вернулся в Сербию, где играл за «Рад» и «Войводину».
Летом 2007 года подписал соглашение с «Амкаром». В том сезоне появлялся на поле в основном составе крайне редко, сыграл всего 4 игры, причём в трёх из них играл всего 1-2 минуты, в матчах за дубль выходил на поле 11 раз, забил 1 гол. В межсезонье собирался покинуть клуб, но новый тренер «Амкара» Миодраг Божович решил оставить игрока. В сезоне 2008 года Сикимич получал гораздо больше игровой практики, правда, также, в основном, выходил на замену. В матче 7-го тура забил свой первый гол в российском первенстве в ворота ярославского «Шинника». Неоднократно появлялись сообщения о том, что Сикимич уходит из «Амкара», однако ни один другой клуб не захотел приобретать его. В сезоне 2009 года не имел регулярной практики, однако забил несколько чрезвычайно важных голов. В частности, его гол помог «Амкару» выиграть на выезде у действующего и будущего чемпиона России казанского «Рубина». Сикимича не устроило то, что он так и не получил места в стартовом составе, и он решил в межсезонье сменить клуб.
В марте 2010 года подписал контракт с «Уралом». Первый гол за «Урал» забил в матче с «Нижним Новгородом». 1 марта 2012 года покинул «Урал» расторгнув контракт. В Екатеринбурге Предраг провёл два сезона и забил в составе «Урала» 10 мячей в 69 матчах.
В 2012 году на правах свободного агента пополнил состав ФК «Раднички». В 2015 году перешёл в «Црвену Звезду» 12 июля 2016 года забил победный гол в Лиге Европы в гостях против мальтийской «Валлетты», благодаря которому «Црвена Звезда» победила со счётом 2-1

## Достижения
«Црвена звезда»
- Чемпион Сербии: 2015/16